# Gårdskär
Gårdskär – miejscowość (tätort) w Szwecji, w regionie administracyjnym (län) Uppsala, w gminie Älvkarleby.
Według danych Szwedzkiego Urzędu Statystycznego liczba ludności wyniosła: 354 (31 grudnia 2015), 352 (31 grudnia 2018) i 359 (31 grudnia 2019).